# مقاطعة ماديسون (أوهايو)
مقاطعة مادسيون (بالإنجليزية: Madison County)‏ هي إحدى مقاطعات ولاية أوهايو في الولايات المتحدة الأمريكية.

## أعلام
- جون إي. روس